# 岡山県道475号本郷石蟹線
岡山県道475号本郷石蟹線（おかやまけんどう475ごう ほんごういしがせん）は、岡山県新見市を通る一般県道である。

## 概要
新見市哲多町本郷から新見市石蟹に至る。

### 路線データ
- 起点：岡山県新見市哲多町本郷（岡山県道33号新見川上線交点）
- 終点：岡山県新見市石蟹（国道180号交点）
- 総延長：6.7 km

## 歴史
- 1995年（平成7年）7月1日 - 岡山県告示第426号により認定される。
- 2005年（平成17年）3月31日 - 新見市と阿哲郡の全4町が対等合併して改めて新見市が発足したことに伴い全線が新見市域のみを通る路線になり、併せて起点の地名表記が変更される（阿哲郡哲多町本郷→新見市哲多町本郷）。
- 2006年（平成18年）4月1日 県道の管理権限を岡山県から新見市へ移譲[1]。

## 地理

### 通過する自治体
- 新見市

### 交差する道路
| 交差する道路           | 交差する場所 | 交差する場所 |
| ---------------------- | ------------ | ------------ |
| 岡山県道33号新見川上線 | 哲多町本郷   | 起点         |
| 国道180号              | 石蟹         | 終点         |

### 沿線
- 新見市立哲多中学校（起点付近）
- 新見市立新見南小学校
- 新見市立新見南中学校
- JR西日本伯備線 石蟹駅